# A2216 road
Die A2216 ist eine Class-I-Straße, die 1923 im Stadtgebiet London mit der namentlichen Bezeichnung „Champion Park, Dog Kennel Hill, Lordship Lane and Kirkdale“ festgelegt wurde. Sie verläuft von der A205 am Bahnhof Denmark Hill zur A212 am Bahnhof Sydenham. Unterbrochen war sie ein kurzes Stück durch die A2214. Als die Planungen der A205 (South Circular) umgesetzt wurden, gab die A2216 ein Teil ihrer Trasse an diese ab und war ab da dreigeteilt.